# 1613 w polityce

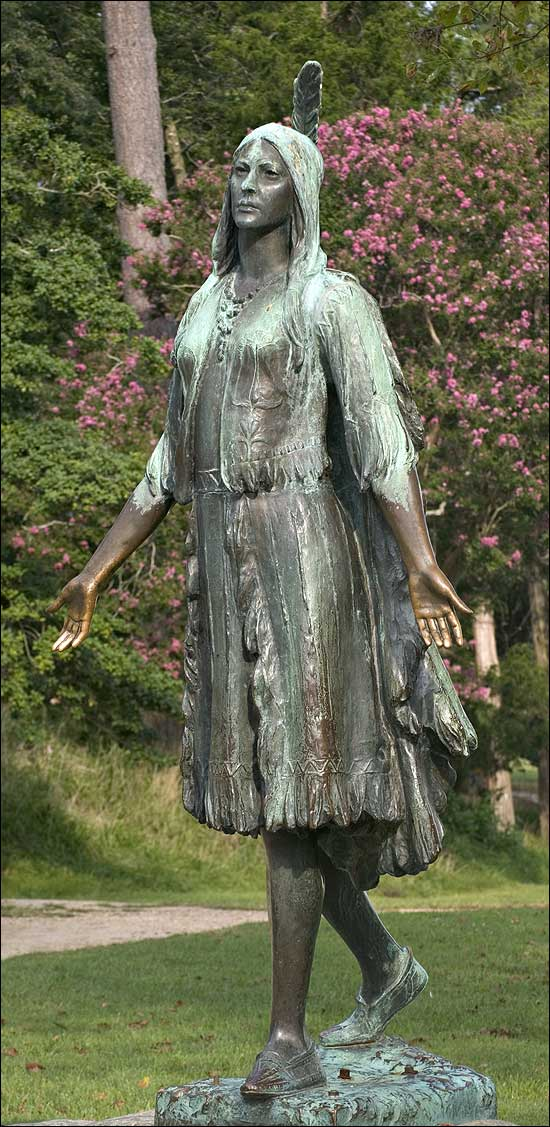
Pomnik Pocahontas w Jamestown

Wydarzenia polityczne w 1613 roku.

## Wydarzenia
- Indianka Pocahontas[1] została wzięta do niewoli przez Sir Samuela Argalla[2] celem wymiany za angielskich jeńców.

## Zmarli
- Zygmunt Batory, książę Siedmiogrodu[3].